# Španělský jezdec

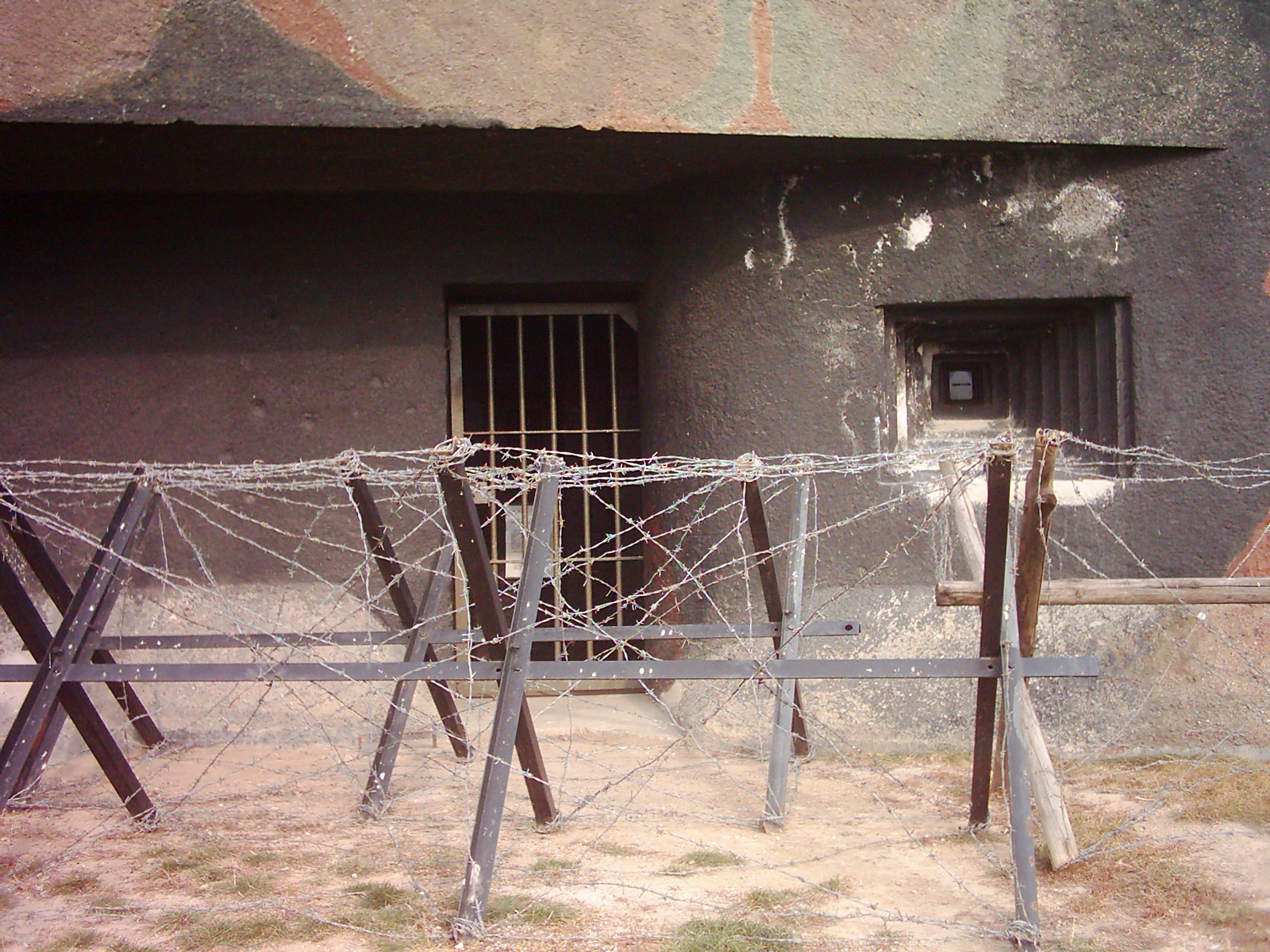
Španělští jezdci umístěni před vchodem do pěchotního srubu

Španělský jezdec (také rohatka) je typ překážky, která je přenosná a používala se pro tarasení komunikací.
Původní konstrukce španělského jezdce se skládala z centrální tyče, na které byly upevněny zahrocené dřevěné kolíky. Sloužila jako ochrana před nepřátelským jezdectvem.
V pozdější fortifikaci změnil svou podobu na tři rovnoběžné kříže, které byly spojeny tyčí. Mezi sebou byly hustě propleteny ostnatým drátem. Tento novodobý typ se používal převážně jako zátaras sloužící k znemožnění přístupu útočících vojsk k bezprostřední blízkosti bunkru nebo pro zatarasení komunikací.